# ノルトハイム郡
ノルトハイム郡 (ドイツ語: Landkreis Northeim) は、ドイツ連邦共和国ニーダーザクセン州南部に位置する郡。

## 地理

### 位置
西はホルツミンデン郡、北はヒルデスハイム郡、東はゴスラー郡、南はゲッティンゲン郡およびヘッセン州カッセル郡、ノルトライン＝ヴェストファーレン州ヘクスター郡と境を接する。
特筆すべきはウスラー市に属すフュルステンハーゲン地区である。フュルステンハーゲンはノルトハイム郡の飛び地であり、約3/4がヘッセン州カッセル郡に、1/4がゲッティンゲン郡に囲まれている。この村落は他の郡域と接していない。ノルトハイム郡からこの村落へは、ヘッセンのオーバーヴェーザーに属すハイゼベック地区を経由する道路を通って行く。ゲッティンゲン郡からこの村落へは森の小径しか通っていない。

### 地質学
この郡はヴェーザー＝ライネ＝ベルクラントに位置している。南西はヴェーザー川が郡境をなしている。郡域東部のライネ峡谷をライネ川が南北方向に流れている。郡の北東部は、ハルツ山地の西の支脈に接する。郡域西部は、ニーダーザクセン州最大の森林中低山地の一つであるゾリング＝フォーグラー自然公園の一部で、ブンテル砂岩が豊富なゾリング山地に位置している。

## 歴史
本郡の西辺は中世、ダッセル伯領の西の境界であった。
本郡は1885年4月1日のプロイセン王国ハノーファー州の新設に伴って創設された。1939年1月1日、帝国レベルで統一された条例によって「ノルトハイム郡」と改名された。1932年10月1日にウスラー郡が合併した。1974年3月1日にアインベック郡とノルトハイム郡が廃止されて新たな郡としてノルトハイム郡が創設された。1977年にはオステローデ・アム・ハルツ郡のカーレフェルトとガンダースハイム郡の一部が合併した。さらにカルトレンブルク＝リンダウの新設により、旧ドゥーダーシュタット郡の一部が合併した。一方、1971年にハノーフルシェ・クリッペンがノルトライン＝ヴェストファーレン州ヘクスター郡に移管された。1974年にアーデルエプセンの町域がゲッティンゲン郡に、ノイハウス・イム・ゾリングおよびジルバーバルンがホルツミンデン市（したがってホルツミンデン郡でもある）に移管された。
本郡は初めはヒルデスハイム行政管区、1978年からはブラウンシュヴァイク行政管区に属したが、2004年に行政管区は廃止された。
2009年11月に、ノルトハイム郡とホルツミンデン郡の郡長であるミヒャエル・ヴィックマンとヴァルター・ヴァシュケは内務大臣ウーヴェ・シューネマンの後援の下で、両郡を合併して新たに「ゾリング郡」を創設するかどうかを検討するための専門家委員会を設置することに合意した。

## 行政

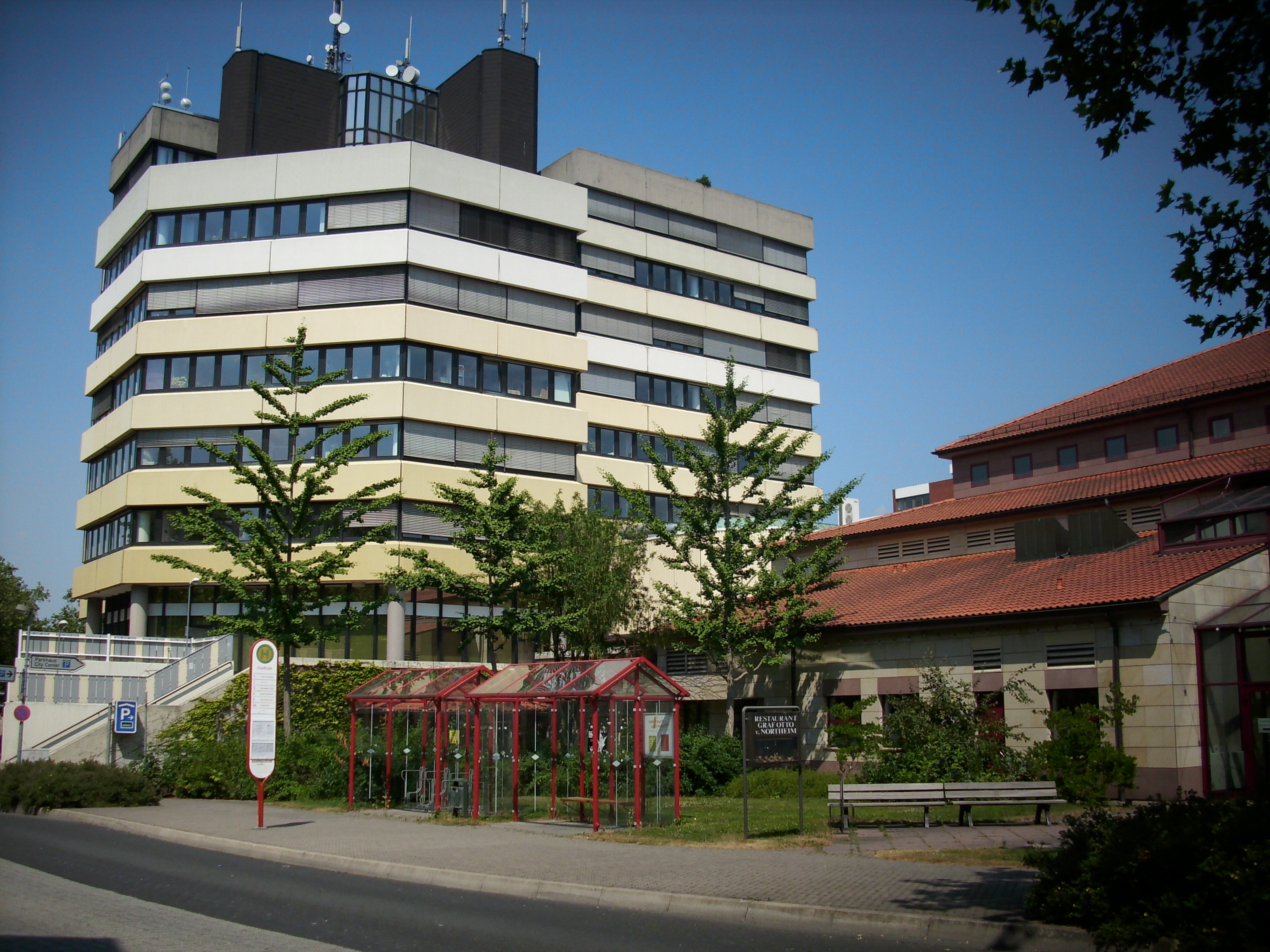
郡の行政庁舎

### 郡議会
ノルトハイム郡の郡議会の政党別議席数は以下の通りである。
| SPD     | ドイツ社会民主党         | 39.3   | 20     | 40.8   | 20     | 42.9   | 21     | 45.6   | 23     | 45.4   | 26     |
| CDU     | ドイツキリスト教民主同盟 | 25.9   | 13     | 31.1   | 16     | 33.0   | 17     | 38.0   | 10     | 37.9   | 22     |
| FDP     | 自由民主党               | 11.6   | 6      | 7.1    | 4      | 6.5    | 3      | 9.0    | 4      | 8.9    | 5      |
| Grüne   | 同盟90/緑の党            | 9.3    | 4      | 6.8    | 3      | 9.9    | 5      | 5.2    | 3      | 5.1    | 2      |
| AfD     | ドイツのための選択肢     | 5.4    | 3      | 8.5    | 4      | -      | -      | -      | -      | -      | -      |
| Linke   | 左翼党                   | 2.6    | 1      | 2.2    | 1      | 2.6    | 1      | 2.3    | 1      | 1.1    | 0      |
| NOM21   | NORTHEIM 21              | 2.1    | 1      | 1.4    | 1      | 1.5    | 1      | -      | -      | -      | -      |
| GfE     | Gemeinsam für Einbeck    | 1.6    | 1      | 1.5    | 1      | 3.2    | 2      | -      | -      | -      | -      |
| NPD     | ドイツ国家民主党         | -      | -      | 0.6    | 0      | -      | -      | -      | -      | -      | -      |
| Piraten | ドイツ海賊党             | -      | -      | -      | -      | 0.4    | 0      | -      | -      | -      | -      |
| WG      | Wählergruppen            | -      | -      | -      | -      | -      | -      | -      | -      | 1.2    | 0      |
| REP     | 共和党                   | -      | -      | -      | -      | -      | -      | -      | -      | 0.2    | 0      |
| EB      | 無所属                   | 1.6    | 1      | -      | -      | -      | -      | -      | -      | 0.1    | 0      |
| 合計    | 合計                     | 100    | 50     | 100    | 50     | 100    | 50     | 100    | 50     | 100    | 55     |
| 投票率  | 投票率                   | 59.7 % | 59.7 % | 53.6 % | 53.6 % | 56.8 % | 56.8 % | 58.5 % | 58.5 % | 63.5 % | 63.5 % |

### 郡長
第二次世界大戦以後の郡長を列記する。
| 任期            | 名前                                                          | 政党   |
| --------------- | ------------------------------------------------------------- | ------ |
| 1945年          | カール・クヴェールフルト (Carl Querfurt)                      | SPD    |
| 1945年 – 1946年 | エーリヒ・ダネール (Erich Danehl)                             | SPD    |
| 1946年          | ゲオルク・ディーデリヒス (Georg Diederichs)                   | SPD    |
| 1946年 – 1953年 | エーリヒ・ゲルラッハ (Erich Gerlach)                          | SPD    |
| 1969年 – 1973年 | ヴィルヘルム・ゲールケ (Wilhelm Gehrke)                       | SPD    |
| 1973年 – 1981年 | アクセル・エンドライン (Axel Endlein)                         | SPD    |
| 1981年 – 1986年 | ハンス・ペーター・フォイクト (Hans Peter Voigt)               | CDU    |
| 1986年 – 2001年 | アクセル・エンドライン (Axel Endlein)                         | SPD    |
| 2002年 – 2015年 | ミヒャエル・ヴィックマン (Michael Wickmann)                   | SPD    |
| 2016年 –        | アストリート・クリンケルト＝キッテル (Astrid Klinkert-Kittel) | 無所属 |

### 上級郡主事
ニーダーザクセン州の地方自治制度が二頭制を布いたことに基づき、一時期、郡行政は郡長ではなく上級郡主事が管轄していた。この時代には郡長は政治上の名誉職であった。ノルトハイム郡の上級郡主事は以下の通りである。
- 1971年 - 1977年　ヴォルフガング・ゼンガー

### 紋章と旗
図柄: 青地と金地に左右二分割。その上に直立し、赤い舌を出した獅子がそれぞれ反対側の地色で描かれている。また、基部はやはり反対側の色で彩色されている。この紋章は1948年7月22日に採択された。
2頭の獅子は、1932年に新たにノルトハイム郡を形成することとなった、かつてのノルトハイム郡とウスラー郡を表している。右半分（向かって左半分）が旧ウスラー郡に由来する。獅子は、ブラウンシュヴァイク＝リューネブルク公領を統治したヴェルフ家の紋章に描かれている動物である。
旗: 上半分が青、下半分が黄色。その中央に郡の紋章が描かれている。

### 地方連合
文化施設保護を目的とした南ニーダーザクセン地方連合が設立されている。

### 姉妹地域
- Człuchowski郡（ポーランド、ポモージェ県、旧シュロッヒャウ郡）2003年3月

## 経済と社会資本
かつて東西ドイツの国境地域にあったことは、経済発展にとって不利な条件であった。このため、また地理条件に応じて、農業、林業、家畜業がこの町本来の主要産業であった。本郡は地域発展のための欧州基金の第2対象地域である。
ノルトハイム郡と南ニーダーザクセン地域には、南ニーダーザクセン地域の経済、文化、社会保健の発展促進を課題とする南ニーダーザクセン基金がある。

### 道路
郡域東部を連邦アウトバーンA7号ハノーファー - カッセル線が連邦道B3号線とともに南北に走っている。A7号線には郡内に4つのインターチェンジがある。また、連邦道B64号線、B241号線が郡内を東西に走っている。

### 鉄道
ノルトハイム郡内には、鉄道分岐点が2つある。
ブラウンシュヴァイク領内ライネ渓谷に位置するクライエンゼンには重要な鉄道乗り換え地点がある。ブラウンシュヴァイク公国国営鉄道は1856年にブラウンシュヴァイクからここまでの鉄道を開通させ、1865年にホルツミンデン方面に延伸した。現在はここで南北線とアルテンベーケン - クライエンゼン線が交差する。
ライネ渓谷の第2の接続点は、プロイセン国営鉄道のものでホルツミンデン市にあった。ノルトハイムで東西の交通軸は、ハノーファーとゲッティンゲンを結ぶ重要な南北軸と交差する。この南北軸はハノーファー国営鉄道によって1854年に建設された。1868年からヘルツベルク - ノルトハウゼン方面（南ハルツ線）が開通し、1878年に反対方面であるウスラー/パーダーボルン方面（ゾリング鉄道）も開通した。1910年以降。これらの路線から鉄道ゲッティンゲン - ボーデンフェルデ線が分岐した。
郡域東部を約 35 km にわたってICEのハノーファー - ヴュルツブルク新線が走っている。この路線は、南北線の路線と並行に郡域東部を南北に走っている。ICEの最寄り停車駅はゲッティンゲン駅である。
これらの幹線鉄道に対して、支線は廃止されてわずかである。ブラウンシュヴァイク国営鉄道会社は1879年にアインベックをライネ渓谷の鉄道に接続させた。この鉄道は1883年にゾリング山地のダッセルに達した。
1921/27年にドイツ国営鉄道によりウスラー - シェーンハーゲン線が開通した (9.62 km)。
プロイセン国営鉄道は1902年にバート・ガンダースハイムを北のヒルデスハイムと結んだ。
1899年に隣の郡のオステローデまでを結ぶ狭軌の郡立鉄道オステローデ - クライエンゼン線が建設された。
ドイツ鉄道の新線がないものの、本郡の鉄道網は1958年には 184 km に達した。この 1/3 (60 km) が廃止された。廃止されたのは以下の路線である。
- 1958年 - 1989年まで段階的に: ウスラー - シェーンハーゲン (9.62 km)
- 1967年: オステローデ - ゴルトバッハ＝マルケ - カーレフェルト - クライエンゼン (22 km)
- 1975年: ラムスプリンゲ - ゲーレンローデ - バート・ガンダースハイム (10km)
- 1975年: エインベック・ミッテ - ダッセル (14 km)
- 1984年: アインベック＝ザルツデルヘルデン - アインベック・ミッテ（旅客運行、4 km）
- 2002年: ダッセル - マルクオルデンドルフ (5 km)
- 2004年: マルクオルデンドルフ - ユリウスミューレ (2 km)

### バス
本郡の公共旅客交通機関は、基本的にバスによる。鉄道はその補助的役割に過ぎない。これらの路線は南ニーダーザクセン交通連盟によって組織されている。

### 自転車道
ヨーロッパ自転車道 R1号線とライネ＝ハイデ自転車道が郡内を通っている。ヴェーザー自転車道は西の郡境の一部を通っている。

## 市町村
| - バート・ガンダースハイム (Bad Gandersheim 9,519)、市 - ボーデンフェルデ (Bodenfelde 3,016)、フレッケン - ダッセル (Dassel 9,754)、市 - アインベック (Einbeck 30,725)、市 - ハルデクゼン (Hardegsen 7,644)、市 - カーレフェルト (Kalefeld 6,025) - カトレンブルク＝リンダウ (Katlenburg-Lindau 7,114) - モーリンゲン (Moringen 6,956)、市 - ネルテン＝ハルデンベルク (Nörten-Hardenberg 8,683)、フレッケン - ノルトハイム (Northeim 29,337)、市 - ウスラー (Uslar 14,166)、市 市町村の人口は、2023年12月31日現在のものである 市町村に属さない地域 1. ゾリング (Solling （177,49 km2、定住者はいない） |

## 文化と見所
近年再発見されたローマ時代の古戦場が特別な関心を惹いている。自然保護下にあるゾリングやノルトハイム湖水地区などの保養地も人気である。この他に数多くの文化財建築や宗教建築などがある。特に考古学的に特筆すべきものに以下のものがある。
- ヴィンネフェルト/ニーノーファーの森の丘陵墓
- ダッセル近郊の丘陵墓群
- ガンダースハイマー・ゲンザグルントの丘陵墓
- グレーネ近郊のヒューブルク防塁
- ネーゲンボルン/フォルクゼンの防塁
- フォーゲルベック近郊のフォーゲルスブルク防塁
- トレーゲン近郊のトゥルムブルク
- ヴァッヒェンハウゼン近郊の丘陵墓

## 引用
1. 1 2  Landesamt für Statistik Niedersachsen, LSN-Online Regionaldatenbank, Tabelle A100001G: Fortschreibung des Bevölkerungsstandes, Stand 31. Dezember 2023